# Autostrada A28 (Franța)
Autostrada A28 este o autostradă franceză care leagă Abbeville de A10 (Tours), trecând prin Rouen (unde este întreruptă, continuând printr-un tronson comun cu A13 pe 20 km), Alençon și Le Mans (tronson comun cu A11 pe 10 km). Face parte din legătura europeană nord-sud care ocolește regiunea pariziană, oferind avantaje porturilor din Le Havre și Rouen. Secțiunea dintre Abbeville și A29 face parte din Ruta Estuarelor.
Tronsonul dintre Rouen și Tours a fost inclus în Schéma Directeur Routier National în 1987. Între Tours și Alençon, autostrada A28 este acoperită de postul de radio Radio VINCI Autoroutes (107.7 FM).

## Gestionare
Între Abbeville și Rouen, autostrada a fost construită de către Ministerul Echipamentelor, Transporturilor, Locuințelor, Turismului și Mării. Având o lungime de 97 km, acest tronson este o autostradă gratuită. Întreținerea sa este asigurată de DIRNO (Direcția Interdepartamentală a Drumurilor Nord-Ouest).
Între Rouen și Alençon, autostrada este administrată de ALiS (un concesionar ce include, printre altele, Bouygues TP și SANEF). Acesta a fost primul tronson de autostradă franceză deschis unui apel de oferte european. Proiectul a fost lansat după abandonarea, în 1998, a planului inițial propus de Société des Autoroutes Paris-Normandie, care deținea inițial concesiunea atribuită în 1995.
Tronsonul are o lungime de 125 km și include două viaducte majore, situate în apropierea comunei Brionne: viaductul Risle și viaductul Bec, ambele având o singură bandă de circulație cu limitare de viteză la 90 km/h. Autostrada a fost inaugurată pe 27 octombrie 2005.
Între Alençon și A10 (Tours), autostrada este administrată de Cofiroute. Tronsonul care leagă Écommoy de Tours a fost mult timp blocat la sud de Écommoy, din cauza descoperirii unei specii de cărăbuș protejate de Convenția de la Berna: Osmoderma eremita, cunoscut și sub numele de Pique-prune. Lucrările au fost reluate abia în 2004. Tronsonul a fost deschis circulației pe 14 decembrie 2005.

## Traseu

### Abbeville - Rouen
| De la A16 (Abbeville) până la RN28 (Rouen), secțiunea este gratuită, neconcesionată și administrată de DIR Nord-Ouest. | |                  |
| A28 | |                  |
| Intersecție | Nod rutier între A16 și A28: Paris, Amiens; Calais, Boulogne-sur-Mer.                                                          | A16 E402         |
| A28 E402 | |                  |
| 1 - Baie de Somme | Orașe deservite: Cayeux-sur-Mer, Saint-Valery-sur-Somme, Le Crotoy, Abbeville.                                                 | RD40             |
| 2 - Val de Somme | Orașe deservite: Le Tréport, Friville-Escarbotin, Abbeville.                                                                   |                  |
| 3 - Monts Caubert | Orașe deservite: Moyenneville, Somme, Mareuil-Caubert, Abbeville.                                                              |                  |
| | Zonă de odihnă: Behen (în ambele sensuri).                                                                                     |                  |
| 4 - Le Vimeu | Orașe deservite: Friville-Escarbotin, Oisemont.                                                                                | RD29             |
| | Limitare la 130 km/h (sens Tours > Abbeville).                                                                                 |                  |
| | Zonă de odihnă: Le Translay (în ambele sensuri).                                                                               |                  |
| | Trecerea din departamentul Somme în departamentul Seine-Maritime. Trecerea din regiunea Hauts-de-France în regiunea Normandie. |                  |
| 5 - Vallée de la Bresle                                                                                                | Orașe deservite: Beauvais, Eu, Le Tréport, Aumale, Gamaches, Blangy-sur-Bresle.                                                | RD49D RD49E      |
| 6 - Les deux rivières                                                                                                  | Orașe deservite: Londinières, Foucarmont.                                                                                      |                  |
| | Zonă de odihnă: Le Bois du Coudroy (în ambele sensuri).                                                                        |                  |
| | Limitare la 130 km/h (sens Abbeville > Tours).                                                                                 |                  |
| 7 - Neufchâtel-en-Bray-Nord                                                                                            | Oraș deservit: Neufchâtel-en-Bray (nod rutier parțial).                                                                        | Village étape    |
| Intersecție | Nod rutier între A29 și A28: Reims, Lille, Amiens.                                                                             | A29 E44          |
| A28 E44 E402 | |                  |
| 8 - Neufchâtel-en-Bray-Nord                                                                                            | Orașe deservite: Amiens, Aumale, Neufchâtel-en-Bray (nod rutier parțial).                                                      | RD929            |
| 9 - Le Four Rouge | Oraș deservit: Neufchâtel-en-Bray-sud (nod rutier parțial).                                                                    | Village étape    |
| 10 - Les Hayons | Orașe deservite: Dieppe, Saint-Saëns, Forges-les-Eaux.                                                                         |                  |
| | Zone de servicii: Maucomble (sens Abbeville-Tours); Bosc-Mesnil (sens Tours-Abbeville).                                        |                  |
| Intersecție | Nod rutier între A29 și A28: Caen, Le Havre (nod rutier parțial).                                                              | A29 E44          |
| 11 - Le Pucheuil | Orașe deservite: Le Havre, Fécamp, Saint-Saëns, Tôtes.                                                                         | RD12 RD98 RD1029 |
| A28 E402 | |                  |
| 12 - Le Moulin d'Écalles                                                                                               | Orașe deservite: Forges-les-Eaux, Montville, Buchy.                                                                            |                  |
| | Zonă de odihnă: Quincampoix (în ambele sensuri).                                                                               |                  |
| 13 - La Ronce | Orașe deservite: Quincampoix, Bois-Guillaume, Isneauville, Fontaine-le-Bourg.                                                  |                  |
| A28 E402 | |                  |
| RN28 E402 | |                  |

### Bourg-Achard - Tours
| De la A13 până la ieșirea 18, secțiunea este cu plată și concesionată către Alis.      | |                  |
| Intersecție                                                                            | Nod rutier între A13 și A28: Calais, Paris, Rouen; Caen, Le Havre, Fécamp.                                                                 | A13 E05 E46 E402 |
| A28 E402                                                                               | |                  |
|                                                                                        | Punctul de taxare Roumois. |                  |
| 13 - Brionne                                                                           | Orașe deservite: Elbeuf, Bourgtheroulde-Infreville, Brionne.                                                                               | RD438            |
|                                                                                        | Zonă de odihnă: Le Domaine d'Harcourt (în ambele sensuri).                                                                                 |                  |
|                                                                                        | Limitare la 90 km/h (sens Abbeville > Tours).                                                                                              |                  |
|                                                                                        | Limitare la 90 km/h (sens Tours > Abbeville).                                                                                              |                  |
| 14 - Bernay                                                                            | Orașe deservite: Évreux, Lisieux, Pont-Audemer, Brionne, Bernay.                                                                           |                  |
|                                                                                        | Zonă de odihnă: Risle-et-Charentonne (în ambele sensuri).                                                                                  |                  |
| 15 - Broglie                                                                           | Orașe deservite: L'Aigle, Vimoutiers, Broglie, Orbec.                                                                                      | RD49 RD131       |
|                                                                                        | Trecerea din departamentul Eure în departamentul Calvados.                                                                                 |                  |
|                                                                                        | Trecerea din departamentul Calvados în departamentul Eure.                                                                                 |                  |
|                                                                                        | Trecerea din departamentul Eure în departamentul Orne.                                                                                     |                  |
|                                                                                        | Zonă de servicii: Les Haras (în ambele sensuri).                                                                                           |                  |
| 16 - Gacé                                                                              | Orașe deservite: Lisieux, L'Aigle, Vimoutiers, Argentan, Gacé.                                                                             |                  |
|                                                                                        | Zonă de odihnă: Les Sources de l'Orne (în ambele sensuri).                                                                                 |                  |
| Intersecție                                                                            | Nod rutier între A88 și A28: Caen, Argentan, Mortagne-au-Perche, Sées.                                                                     | A88              |
|                                                                                        | Limitare la 130 km/h (sens Abbeville > Tours).                                                                                             |                  |
|                                                                                        | Limitare la 130 km/h (sens Tours > Abbeville).                                                                                             |                  |
| 18 - Cerisé                                                                            | Orașe deservite: Saint-Malo, Dreux, Mortagne-au-Perche, Pré-en-Pail, Alençon.                                                              | RN12             |
|                                                                                        | Zonă de servicii: La Dentelle d'Alençon (în ambele sensuri).                                                                               |                  |
| De la ieșirea 18 până la A11, secțiunea este cu plată și concesionată către Cofiroute. | |                  |
|                                                                                        | Trecerea din departamentul Orne în departamentul Sarthe. Trecerea din regiunea Normandie în regiunea Pays-de-la-Loire.                     |                  |
| 19 - Arçonnay                                                                          | Orașe deservite: Le Mans, Mamers, Alençon.                                                                                                 | RD338Bis         |
| 20 - Rouessé-Fontaine                                                                  | Orașe deservite: Fresnay-sur-Sarthe, Sillé-le-Guillaume, Mamers.                                                                           |                  |
|                                                                                        | Zone de odihnă: Joël Boisgard (sens Abbeville-Tours); La Suzannerie (sens Tours-Abbeville).                                                |                  |
| 21 - Maresché                                                                          | Orașe deservite: Ballon, Beaumont-sur-Sarthe.                                                                                              |                  |
| Intersecție                                                                            | Nod rutier între A11 și A28: Paris, Tours, Bordeaux, Le Mans-centru, Rennes, Nantes, Le Mans-Université.                                   | A11 E50          |
| 22 - Le Mans-Z.I. nord                                                                 | Orașe deservite: Le Mans-centru, Le Mans-Z.I. Nord, Coulaines, Sillé-le-Guillaume.                                                         | RD338            |
| A28 E402                                                                               | |                  |
| Tronson comun cu A11; secțiunea este cu plată și concesionată către Cofiroute          | |                  |
| A11 E50                                                                                | |                  |
|                                                                                        | Zonă de servicii: La Sarthe - Sargé - Le Mans (în ambele sensuri).                                                                         |                  |
| Intersecție                                                                            | Nod rutier între A11 și A28: Paris, Chartres.                                                                                              | A11 E50          |
| A11 E50                                                                                | |                  |
| De la A11 până la A10, secțiunea este cu plată și concesionată către Cofiroute.        | |                  |
| A28 E502                                                                               | |                  |
| 23 - Auvours                                                                           | Orașe deservite: Orléans, Blois, Le Mans-centru, Saint-Calais, Le Mans-Z.I. Sud.                                                           | RD323 RD357      |
| 24 - Parigné-l'Évêque                                                                  | Orașe deservite: Le Mans-Pontlieue, Le Grand-Lucé, Parigné-l'Évêque.                                                                       |                  |
|                                                                                        | Zone de odihnă: Les Perrières (sens Abbeville-Tours); Croiselles (sens Tours-Abbeville).                                                   |                  |
| 25 - Écommoy                                                                           | Oraș deservit: Écommoy. | RD338            |
| 26 - Château-du-Loir                                                                   | Orașe deservite: Le Lude, Château-du-Loir.                                                                                                 |                  |
|                                                                                        | Zonă de servicii: Sarthe-Touraine (în ambele sensuri).                                                                                     |                  |
|                                                                                        | Trecerea din departamentul Sarthe în departamentul Indre-et-Loire. Trecerea din regiunea Pays-de-la-Loire în regiunea Centre-Val de Loire. |                  |
|                                                                                        | Punctul de taxare Saint-Christophe. |                  |
| 27 - Neuillé-Pont-Pierre                                                               | Orașe deservite: Château-Renault, Neuillé-Pont-Pierre.                                                                                     |                  |
|                                                                                        | Zone de odihnă: Chantemerle (sens Abbeville-Tours); Chenardière (sens Tours-Abbeville).                                                    |                  |
| Intersecție                                                                            | Nod rutier între A10 și A28: Orléans, Blois; Bordeaux, Bourges, Tours.                                                                     | A10 E46          |
| A28 E502                                                                               | |                  |